# Église des Saints-Innocents de Chicago

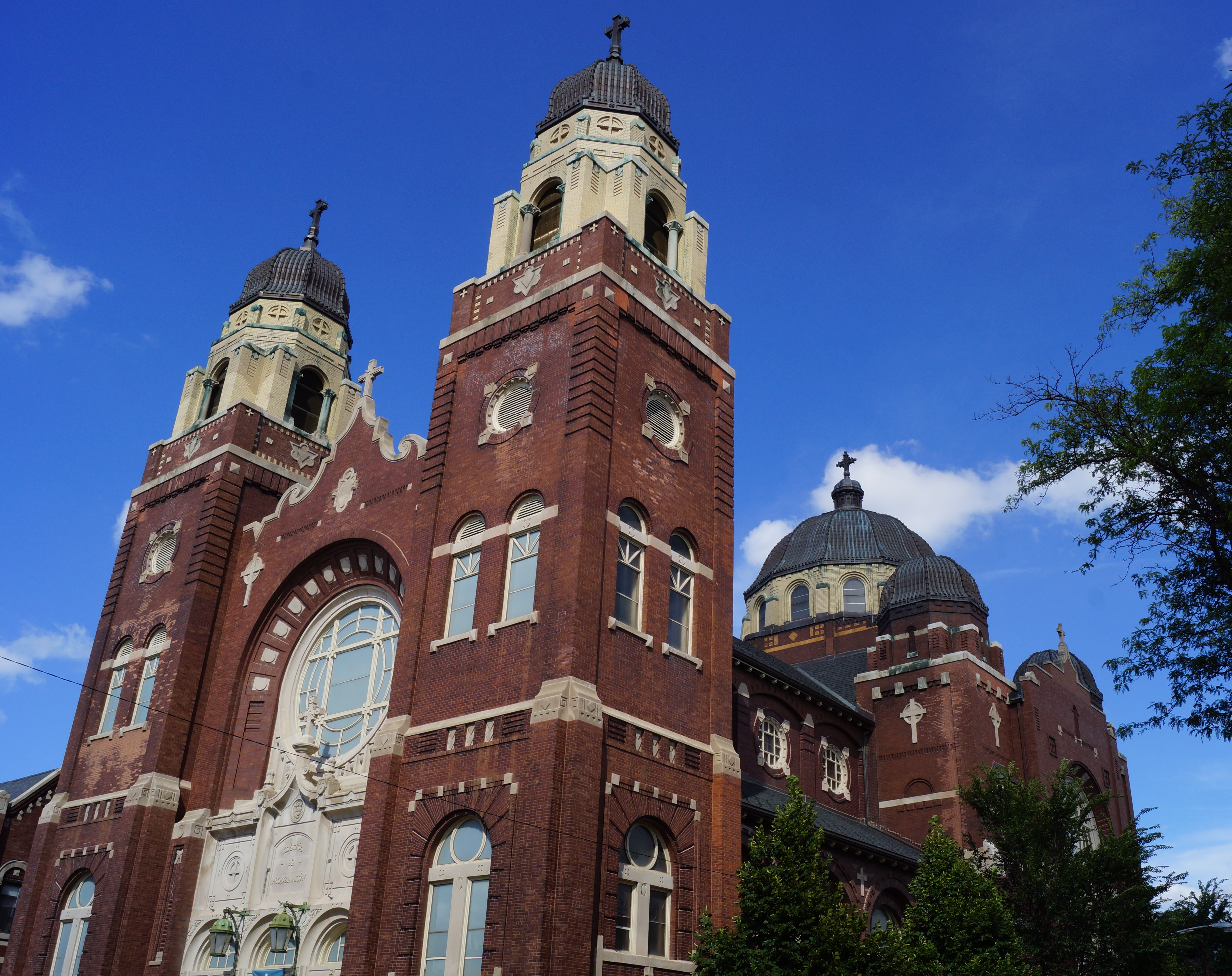
Façade côté sud-ouest de l'église.

L'église des Saints-Innocents (en anglais : Holy Innocents Church; en polonais: Kościół Świętych Młodzianków) est une église catholique de Chicago située dans le secteur de West Town (quartier d'East Village, appelé aussi Ukrainian Village). Elle est d'architecture dite cathédrale polonaise, avec des éléments romano-byzantins et néo-renaissance. L'église dédiée aux saints Innocents dépend de l'archidiocèse de Chicago.

## Historique
La paroisse est fondée en 1905 et fait partie d'un réseau de paroisses polonaises formées dans le centre-ville de Chicago qui attiraient alors en masse des ouvriers polonais pour ses usines et ses Union Stock Yards. L'église construite par la firme Worthmann & Steinbach est terminée en 1912. L'intérieur est restauré après un incendie survenu en 1962 et à nouveau réaménagé en 2005 pour son centenaire. Elle demeure paroisse polonaise, jusqu'en 1975, date à laquelle elle ne devient plus qu'une simple paroisse territoriale. L'école paroissiale ferme dans les années 1980. Les locaux sont loués depuis 2007 à la Golder College Prep School.
Aujourd'hui la paroisse accueille une grande communauté de latino-américains. Les messes sont célébrées en anglais, en polonais et en espagnol.

## Adresse
Holy Innocents Parish, 743 North Armour Street, quartier d'Ukrainian Village, Chicago, Illinois.